# واکنش تشکیل حلقه
واکنش تشکیل حلقه (انگلیسی: Ring forming reaction) عبارتی عمومی در شیمی آلی است که به کلیه واکنش‌هایی که منجر به تشکیل یک یا چند حلقه در مولکول می‌گردد، گفته می‌شود. واکنش‌های حلقه‌زایی و حلقه‌جوشی دو کلاس مهم از واکنش‌های تشکیل حلقه هستند.

## برخی از واکنش‌های تشکیل حلقه مشهور
- Azide-alkyne Huisgen cycloaddition
- واکنش بیشلر-نپیرالسکی
- سنتز کاربازول بوخرر
- حلقه‌جوشی دنهایزر
- واکنش دیلز–آلدر
- سنتز ایندول فیشر
- سنتز ایندول لاروک
- سنتز پال–کنور
- واکنش پیکتت–اسپنگلر
- واکنش پومرانز–فریچ
- Ring-closing metathesis
- حلقه‌جوشی رابینسون